# Liga de Campeones de la AFC 2008
La Liga de Campeones de la AFC 2008 fue la vigésima séptima edición del torneo. Se disputó desde el 12 de marzo y culminó el 12 de noviembre de 2008, y participaron veintinueve equipos de catorce países. El equipo ganador de esta edición y que representó a la Confederación Asiática de Fútbol en la Copa Mundial de Clubes de la FIFA 2008 fue Gamba Osaka, tras vencer en la final a doble partido al Adelaide United por 3-0 y 2-0.

## Participantes por asociación
| Zona Oeste Asiático | Zona Oeste Asiático    | Zona Oeste Asiático  | Zona Oeste Asiático | Zona Oeste Asiático |
| Asociación          | Asociación             | AFC Champions League | AFC Cup             | AFC President's Cup |
| ------------------- | ---------------------- | -------------------- | ------------------- | ------------------- |
| 1                   | Arabia Saudíta         | 2                    |                     |                     |
| 2                   | Emiratos Árabes Unidos | 2                    |                     |                     |
| 3                   | Irán                   | 2                    |                     |                     |
| 4                   | Catar                  | 2                    |                     |                     |
| 5                   | Uzbekistán             | 2                    |                     |                     |
| 6                   | Irak                   | 2                    |                     |                     |
| 7                   | Kuwait                 | 2                    |                     |                     |
| 8                   | Siria                  | 2                    |                     |                     |
| 9                   | Baréin                 |                      | 2                   |                     |
| 10                  | India                  |                      | 2                   |                     |
| 11                  | Jordania               |                      | 2                   |                     |
| 12                  | Líbano                 |                      | 2                   |                     |
| 13                  | Omán                   |                      | 2                   |                     |
| 14                  | Yemen                  |                      | 2                   |                     |
| 15                  | Bután                  |                      |                     | 1                   |
| 16                  | Kirguistán             |                      |                     | 1                   |
| 17                  | Nepal                  |                      |                     | 1                   |
| 18                  | Pakistán               |                      |                     | 1                   |
| 19                  | Sri Lanka              |                      |                     | 1                   |
| 20                  | Tayikistán             |                      |                     | 1                   |
| 21                  | Turkmenistán           |                      |                     | 1                   |
| 22                  | Afganistán             |                      |                     | 0                   |
| 23                  | Palestina              |                      |                     | 0                   |
| Total Participantes | Total Participantes    | 16                   | 12                  | 7                   |

- Turkmenistán fue relegado de la Copa AFC a la Copa Presidente de la AFC para esta temporada
- Afganistán y Palestina eran elegibles para la Copa Presidente de la AFC pero desistieron su participación
- Bután geográficamente pertenece a la Zona Este

| Zona Este Asiático  | Zona Este Asiático  | Zona Este Asiático   | Zona Este Asiático | Zona Este Asiático  |
| Asociación          | Asociación          | AFC Champions League | AFC Cup            | AFC President's Cup |
| ------------------- | ------------------- | -------------------- | ------------------ | ------------------- |
| 1                   | Japón               | 2+1                  |                    |                     |
| 2                   | República de Corea  | 2                    |                    |                     |
| 3                   | China               | 2                    |                    |                     |
| 4                   | Australia           | 2                    |                    |                     |
| 5                   | Indonesia           | 0                    |                    |                     |
| 6                   | Tailandia           | 2                    |                    |                     |
| 7                   | Vietnam             | 2                    |                    |                     |
| 8                   | Singapur            |                      | 2                  |                     |
| 9                   | Hong Kong           |                      | 2                  |                     |
| 10                  | Malasia             |                      | 2                  |                     |
| 11                  | Maldivas            |                      | 2                  |                     |
| 12                  | Bangladés           |                      |                    | 1                   |
| 13                  | Birmania            |                      |                    | 1                   |
| 14                  | Camboya             |                      |                    | 1                   |
| 15                  | Taiwán              |                      |                    | 1                   |
| 16                  | Brunéi Darussalam   |                      |                    | 0                   |
| 17                  | Filipinas           |                      |                    | 0                   |
| 18                  | Guam                |                      |                    | 0                   |
| 19                  | Laos                |                      |                    | 0                   |
| 20                  | Macao               |                      |                    | 0                   |
| 21                  | Mongolia            |                      |                    | 0                   |
| 22                  | RPD Corea           |                      |                    | 0                   |
| 23                  | Timor Oriental      |                      |                    | 0                   |
| Total Participantes | Total Participantes | 12+1                 | 8                  | 4                   |

- Japón tuvo un cupo extra en la Liga de Campeones de la AFC debido a que tenían al campeón vigente
- Indonesia tenía 2 cupos en la Liga de Campeones de la AFC pero desistió su participación
- Los cupos de Tailandia y Vietnam de la Copa AFC fuero promovidos Liga de Campeones de la AFC debido al retiro de Indonesia
- Brunéi Darussalam, Filipinas, Guam, Laos, Macao, Mongolia RPD Corea y Timor Oriental eran elegibles para la Copa Presidente de la AFC pero desistieron su participación
- Maldivas geográficamente pertenece a la Zona Oeste

## Equipos participantes

### Oriente Medio
| Arabia Saudita 2 cupos         |  | Al-Ittihad Al-Ahli Jeddah    |  | Campeón de la Primera División de Arabia Saudita 2006-07 Ganador de la Copa del Príncipe 2006-07                                         |
| Emiratos Árabes Unidos 2 cupos |  | Al Wasl FC Al-Wahda          |  | Campeón de la Liga de los Emiratos 2006-07 y ganador de la Copa del Emir 2006-07 Subcampeón de la Liga de los Emiratos 2006-07           |
| Irak 2 cupos                   |  | Arbil FC Al Quwa Al Jawiya   |  | Campeón de la Superliga de Irak 2006-07 Subcampeón de la Superliga de Irak 2006-07                                                       |
| Kuwait 2 cupos                 |  | Al Kuwait Kaifan Al Qadisiya |  | Campeón de la Liga Premier de Kuwait 2006-07 Ganador de la Copa del Emir 2007                                                            |
| Qatar 2 cupos                  |  | Al-Sadd SC Al-Gharrafa       |  | Campeón de la Primera División de Catar 2006-07 y ganador de la Copa del Emir 2006-07 Subcampeón de la Primera División de Catar 2006-07 |
| Siria 2 cupos                  |  | Al Karama Al-Ittihad Aleppo  |  | Campeón de la Liga Siria de Fútbol 2006-07 y ganador de la Copa de Siria 2006-07 Subcampeón de la Liga Siria de Fútbol 2006-07           |

### Extremo Oriente
| Corea del Sur 2 cupos |  | Pohang Steelers Chunnam Dragons                |  | Campeón de la K-League 2007 Campeón de la Copa Federación de Corea del Sur 2007                                         |
| China 2 cupos         |  | Changchun Yatai Beijing Guoan                  |  | Campeón de la Superliga de China 2007 Subcampeón de la Superliga de China 2007                                          |
| Japón 3 cupos         |  | Urawa Red Diamonds Kashima Antlers Gamba Osaka |  | Campeón de la Liga de Campeones de la AFC 2007 Subcampeón de la J1 League 2007 Subcampeón de la Copa del Emperador 2006 |

### Asia Central&Meridional
| Irán 2 cupos       |  | Saipa FC Sepahan FC       |  | Campeón de la Copa del Golfo Pérsico 2006-07 Ganador de la Copa Hazfi 2007     |
| Uzbekistán 2 cupos |  | Pakhtakor FC PFC Kuruvchi |  | Campeón de la Liga de Uzbekistán 2007 Subcampeón de la Liga de Uzbekistán 2007 |

### Asean
| Australia 2 cupos |  | Melbourne Victory Adelaide United |  | Campeón de la A-League 2006-07 Subcampeón de la A-League 2006-07                             |
| Tailandia 2 cupos |  | Chonburi FC Krung Thai Bank FC    |  | Campeón de la Liga Premier de Tailandia 2007 Subcampeón de la Liga Premier de Tailandia 2007 |
| Vietnam 2 cupos   |  | Bình Duong FC Nam Dinh FC         |  | Campeón de la V-League 2007 Campeón de la Copa de Vietnam 2007                               |

 Indonesia, en su momento, iba a tener 2 plazas para ésta competencia. Pero, como las competiciones no terminarán hasta antes de enero de 2008, la AFC decidió el 12 de diciembre que no iba a tener representantes en la competencia, y su plazas serán repartidas entre Tailandia y Vietnam que anteriormente tenían una solo plaza.

## Grupos
Los partidos fueron programados para jugarse los días 12 de marzo, 19 de marzo, 9 de abril, 23 de abril, 7 de mayo y 21 de mayo

### Grupo A
| Pos. | Equipo     | Pts. | PJ | G | E | P | GF | GC | Dif. | Clasificación |
| ---- | ---------- | ---- | -- | - | - | - | -- | -- | ---- | ------------- |
| 1    | Bunyodkor  | 13   | 6  | 4 | 1 | 1 | 8  | 2  | +6   | Segunda fase  |
| 2    | Al-Ittihad | 9    | 6  | 3 | 0 | 3 | 6  | 5  | +1   |               |
| 3    | Sepahan    | 7    | 6  | 2 | 1 | 3 | 5  | 8  | −3   |               |
| 4    | Al-Ittihad | 6    | 6  | 2 | 0 | 4 | 4  | 8  | −4   |               |

 Fuente: 
| 12-3-2008 | Sepahan | 0–2     | Al-Ittihad                    | Foolad Shahr Stadium, Isfahán                            |                                                          |
|           |         | Reporte | Jésus Gomez 21' · Al Agha 87' | Asistencia: 15 000 espectadores Árbitro(s): Ben Williams | Asistencia: 15 000 espectadores Árbitro(s): Ben Williams |

| 12-3-2008 | Al-Ittihad      | 1–0     | Bunyodkor | Prince Abdullah al-Faisal Stadium, Jeddah                  |                                                            |
|           | Magno Alves 80' | Reporte |           | Asistencia: 7500 espectadores Árbitro(s): Yuichi Nishimura | Asistencia: 7500 espectadores Árbitro(s): Yuichi Nishimura |

| 19-3-2008 | Al-Ittihad | 0–1     | Al-Ittihad      | Aleppo International Stadium, Aleppo                         |                                                              |
|           |            | Reporte | Magno Alves 78' | Asistencia: 41 000 espectadores Árbitro(s): Abdullah Balideh | Asistencia: 41 000 espectadores Árbitro(s): Abdullah Balideh |

| 19-3-2008 | Bunyodkor                 | 2–0     | Sepahan | MHSK Stadium, Taskent                                          |                                                                |
|           | Bakayev 61' · Kapadze 80' | Reporte |         | Asistencia: 13 000 espectadores Árbitro(s): Fareed Al Marzouqi | Asistencia: 13 000 espectadores Árbitro(s): Fareed Al Marzouqi |

| 9-4-2008 | Al-Ittihad | 0–2     | Bunyodkor                 | Aleppo International Stadium, Aleppo                     |                                                          |
|          |            | Reporte | Hasanov 50' · Kapadze 65' | Asistencia: 20 000 espectadores Árbitro(s): Kim Dong-Jin | Asistencia: 20 000 espectadores Árbitro(s): Kim Dong-Jin |

| 9-4-2008 | Sepahan                       | 2–1     | Al-Ittihad    | Azadi Stadium, Tehran                                |                                                      |
|          | Seyed Salehi 59' · Aghily 71' | Reporte | Al-Meshal 89' | Asistencia: 6000 espectadores Árbitro(s): Sun Baojie | Asistencia: 6000 espectadores Árbitro(s): Sun Baojie |

| 23-4-2008 | Bunyodkor   | 1–0     | Al-Ittihad | MHSK Stadium, Taskent                                          |                                                                |
|           | Kapadze 29' | Reporte |            | Asistencia: 12 000 espectadores Árbitro(s): Malik Abdul Bashir | Asistencia: 12 000 espectadores Árbitro(s): Malik Abdul Bashir |

| 23-4-2008 | Al-Ittihad | 0–1     | Sepahan      | Prince Abdullah al-Faisal Stadium, Jeddah                       |                                                                 |
|           |            | Reporte | Mohammed 70' | Asistencia: 4000 espectadores Árbitro(s): Saad Kameel Al Fadhli | Asistencia: 4000 espectadores Árbitro(s): Saad Kameel Al Fadhli |

| 7-5-2008 | Al-Ittihad                    | 2–1     | Sepahan    | Aleppo International Stadium, Aleppo                       |                                                            |
|          | Laurens 61' · Jésus Gomez 64' | Reporte | Aghily 48' | Asistencia: 4000 espectadores Árbitro(s): Naser Al Ghafary | Asistencia: 4000 espectadores Árbitro(s): Naser Al Ghafary |

| 7-5-2008 | Bunyodkor                 | 2–0     | Al-Ittihad | MHSK Stadium, Taskent                                              |                                                                    |
|          | Soliev 10' · Djeparov 38' | Reporte |            | Asistencia: 13 000 espectadores Árbitro(s): Subkhiddin Mohd Salleh | Asistencia: 13 000 espectadores Árbitro(s): Subkhiddin Mohd Salleh |

| 21-5-2008 | Sepahan          | 1–1     | Bunyodkor      | Azadi Stadium, Tehran                                       |                                                             |
|           | Ali Mohammadi 2' | Reporte | Gochguliev 72' | Asistencia: 150 espectadores Árbitro(s): Abdullah Al Hilali | Asistencia: 150 espectadores Árbitro(s): Abdullah Al Hilali |

| 21-5-2008 | Al-Ittihad                    | 3–0     | Al-Ittihad | Prince Abdullah al-Faisal Stadium, Jeddah                         |                                                                   |
|           | Al-Nemri 30' 50' · Hazazi 42' | Reporte |            | Asistencia: 600 espectadores Árbitro(s): Tayeb Hasan Shamsuzzaman | Asistencia: 600 espectadores Árbitro(s): Tayeb Hasan Shamsuzzaman |

### Grupo B
| Pos. | Equipo            | Pts. | PJ | G | E | P | GF | GC | Dif. | Clasificación |
| ---- | ----------------- | ---- | -- | - | - | - | -- | -- | ---- | ------------- |
| 1    | Saipa             | 12   | 6  | 3 | 3 | 0 | 7  | 3  | +4   | Segunda fase  |
| 2    | Al-Quwa Al-Jawiya | 8    | 6  | 2 | 2 | 2 | 5  | 5  | 0    |               |
| 3    | Al Wasl           | 7    | 6  | 2 | 1 | 3 | 5  | 7  | −2   |               |
| 4    | Al Kuwait         | 5    | 6  | 1 | 2 | 3 | 4  | 6  | −2   |               |

 Fuente: 
| 12-3-2008 | Al Wasl | 0–1     | Al-Quwa Al-Jawiya | Zabeel Stadium, Dubái                                              |                                                                    |
|           |         | Reporte | Alwan 32'         | Asistencia: 7500 espectadores Árbitro(s): Khalil Ibrahim Al Ghamdi | Asistencia: 7500 espectadores Árbitro(s): Khalil Ibrahim Al Ghamdi |

| 12-3-2008 | Al Kuwait | 1–1     | Saipa          | Al Kuwait Sports Club Stadium, Kuwait City                  |                                                             |
|           | Ajab 44'  | Reporte | Zaynadpour 66' | Asistencia: 7000 espectadores Árbitro(s): Abdulrahman Abdou | Asistencia: 7000 espectadores Árbitro(s): Abdulrahman Abdou |

| 19-3-2008 | Al-Quwa Al-Jawiya | 0–0     | Al Kuwait | Al Kuwait Sports Club Stadium, Kuwait City             |                                                        |
|           |                   | Reporte |           | Asistencia: 4000 espectadores Árbitro(s): Muhsen Basma | Asistencia: 4000 espectadores Árbitro(s): Muhsen Basma |

| 19-3-2008 | Saipa                       | 2–0     | Al Wasl | Enghelab Stadium, Karaj                                  |                                                          |
|           | Traoré 45' · Ansarifard 57' | Reporte |         | Asistencia: 8000 espectadores Árbitro(s): Masaaki Iemoto | Asistencia: 8000 espectadores Árbitro(s): Masaaki Iemoto |

| 9-4-2008 | Al-Quwa Al-Jawiya | 0–1     | Saipa        | Al Kuwait Sports Club Stadium, Kuwait City                      |                                                                 |
|          |                   | Reporte | Vaziri 45+1' | Asistencia: 1000 espectadores Árbitro(s): Salem Mahmoud Mujghef | Asistencia: 1000 espectadores Árbitro(s): Salem Mahmoud Mujghef |

| 9-4-2008 | Al Wasl    | 1–0     | Al Kuwait | Zabeel Stadium, Dubái                                      |                                                            |
|          | Hassan 75' | Reporte |           | Asistencia: 4622 espectadores Árbitro(s): Yuichi Nishimura | Asistencia: 4622 espectadores Árbitro(s): Yuichi Nishimura |

| 23-4-2008 | Saipa              | 1–1     | Al-Quwa Al-Jawiya | Enghelab Stadium, Karaj                                     |                                                             |
|           | Rahmati 63' (pen.) | Reporte | Ayad 71'          | Asistencia: 10 000 espectadores Árbitro(s): Ravshan Irmatov | Asistencia: 10 000 espectadores Árbitro(s): Ravshan Irmatov |

| 23-4-2008 | Al Kuwait                | 2–1     | Al Wasl       | Al Kuwait Sports Club Stadium, Kuwait City                    |                                                               |
|           | Ajab 10' · Al Awadhi 42' | Reporte | Ali 4' (pen.) | Asistencia: 1500 espectadores Árbitro(s): Mahmood Al Ghatrifi | Asistencia: 1500 espectadores Árbitro(s): Mahmood Al Ghatrifi |

| 7-5-2008 | Al-Quwa Al-Jawiya | 1–2     | Al Wasl                     | Al Kuwait Sports Club Stadium, Kuwait City       |                                                  |
|          | Kamel 69'         | Reporte | Al-Enazi 49' · Oliveira 64' | Asistencia: 100 espectadores Árbitro(s): Tan Hai | Asistencia: 100 espectadores Árbitro(s): Tan Hai |

| 7-5-2008 | Saipa       | 1–0     | Al Kuwait | Enghelab Stadium, Karaj                                |                                                        |
|          | Rahmati 24' | Reporte |           | Asistencia: 10 000 espectadores Árbitro(s): Sun Baojie | Asistencia: 10 000 espectadores Árbitro(s): Sun Baojie |

| 21-5-2008 | Al Wasl          | 1–1     | Saipa      | Zabeel Stadium, Dubái                                 |                                                       |
|           | André Dias 90+2' | Reporte | Traoré 21' | Asistencia: 1500 espectadores Árbitro(s): Mark Shield | Asistencia: 1500 espectadores Árbitro(s): Mark Shield |

| 21-5-2008 | Al Kuwait | 1–2     | Al-Quwa Al-Jawiya             | Al Kuwait Sports Club Stadium, Kuwait City              |                                                         |
|           | Ajab 22'  | Reporte | Kadhim 17' · Abdul-Mohsen 48' | Asistencia: 250 espectadores Árbitro(s): Masaaki Iemoto | Asistencia: 250 espectadores Árbitro(s): Masaaki Iemoto |

### Grupo C
| Pos. | Equipo     | Pts. | PJ | G | E | P | GF | GC | Dif. | Clasificación |
| ---- | ---------- | ---- | -- | - | - | - | -- | -- | ---- | ------------- |
| 1    | Al-Karamah | 11   | 6  | 3 | 2 | 1 | 8  | 3  | +5   | Segunda fase  |
| 2    | Al-Wahda   | 9    | 6  | 2 | 3 | 1 | 6  | 7  | −1   |               |
| 3    | Al-Sadd    | 6    | 6  | 1 | 3 | 2 | 6  | 8  | −2   |               |
| 4    | Al-Ahli    | 4    | 6  | 0 | 4 | 2 | 5  | 7  | −2   |               |

 Fuente: 
| 12-3-2008 | Al-Sadd                 | 2–1     | Al-Ahli        | Al Sadd Stadium, Doha                                     |                                                           |
|           | Emerson 6' · Felipe 26' | Reporte | Val Baiano 73' | Asistencia: 6000 espectadores Árbitro(s): Ravshan Irmatov | Asistencia: 6000 espectadores Árbitro(s): Ravshan Irmatov |

| 12-3-2008 | Al-Karamah                                 | 4–1     | Al-Wahda      | Khaled bin Walid Stadium, Homs                                 |                                                                |
|           | Esmaeel 3' · Chaabo 27' 48' · Al Hamwi 80' | Reporte | Al Shehhi 83' | Asistencia: 30 000 espectadores Árbitro(s): Abdullah Al Hilali | Asistencia: 30 000 espectadores Árbitro(s): Abdullah Al Hilali |

| 19-3-2008 | Al-Ahli        | 1–1     | Al-Karamah   | Prince Abdullah al-Faisal Stadium, Jeddah              |                                                        |
|           | Al Thagafi 15' | Reporte | Al Hamwi 44' | Asistencia: 15 000 espectadores Árbitro(s): Sun Baojie | Asistencia: 15 000 espectadores Árbitro(s): Sun Baojie |

| 19-3-2008 | Al-Wahda                  | 2–2     | Al-Sadd                   | Al-Nahyan Stadium, Abu Dhabi                           |                                                        |
|           | Pinga 17' · Al Shehhi 85' | Reporte | Tenorio 44' · Emerson 71' | Asistencia: 5500 espectadores Árbitro(s): Ben Williams | Asistencia: 5500 espectadores Árbitro(s): Ben Williams |

| 9-4-2008 | Al-Ahli | 0–0     | Al-Wahda | Prince Abdullah al-Faisal Stadium, Jeddah                        |                                                                  |
|          |         | Reporte |          | Asistencia: 8 000 espectadores Árbitro(s): Saad Kameel Al-Fadhli | Asistencia: 8 000 espectadores Árbitro(s): Saad Kameel Al-Fadhli |

| 9-4-2008 | Al-Sadd | 0–2     | Al-Karamah                | Al Sadd Stadium, Doha                                        |                                                              |
|          |         | Reporte | Al Hamwi 69' · Jenyat 73' | Asistencia: 6000 espectadores Árbitro(s): Malik Abdul Bashir | Asistencia: 6000 espectadores Árbitro(s): Malik Abdul Bashir |

| 23-4-2008 | Al-Wahda       | 2–1     | Al-Ahli       | Al-Nahyan Stadium, Abu Dhabi                          |                                                       |
|           | Josiel 35' 84' | Reporte | Al Gizani 81' | Asistencia: 5000 espectadores Árbitro(s): Mark Shield | Asistencia: 5000 espectadores Árbitro(s): Mark Shield |

| 23-4-2008 | Al-Karamah | 1–0     | Al-Sadd | Khaled bin Walid Stadium, Homs                             |                                                            |
|           | Jenyat 78' | Reporte |         | Asistencia: 25 000 espectadores Árbitro(s): Matthew Breeze | Asistencia: 25 000 espectadores Árbitro(s): Matthew Breeze |

| 7-5-2008 | Al-Ahli                                  | 2–2     | Al-Sadd                       | Prince Abdullah al-Faisal Stadium, Jeddah                  |                                                            |
|          | Zakaria 28' (a.g.) · Sulimani 42' (pen.) | Reporte | Gholam 32' (pen.) · Ahmed 50' | Asistencia: 1500 espectadores Árbitro(s): Yuichi Nishimura | Asistencia: 1500 espectadores Árbitro(s): Yuichi Nishimura |

| 7-5-2008 | Al-Wahda      | 1–0     | Al-Karamah | Al-Nahyan Stadium, Abu Dhabi                                 |                                                              |
|          | Al Shehhi 90' | Reporte |            | Asistencia: 6000 espectadores Árbitro(s): Kazuhiko Matsumura | Asistencia: 6000 espectadores Árbitro(s): Kazuhiko Matsumura |

| 21-5-2008 | Al-Sadd | 0–0     | Al-Wahda | Al Sadd Stadium, Doha                                 |                                                       |
|           |         | Reporte |          | Asistencia: 800 espectadores Árbitro(s): Lee Gi-Young | Asistencia: 800 espectadores Árbitro(s): Lee Gi-Young |

| 21-5-2008 | Al-Karamah | 0–0     | Al-Ahli | Khaled bin Walid Stadium, Homs                              |                                                             |
|           |            | Reporte |         | Asistencia: 15 000 espectadores Árbitro(s): Ravshan Irmatov | Asistencia: 15 000 espectadores Árbitro(s): Ravshan Irmatov |

### Grupo D
| Pos. | Equipo      | Pts. | PJ | G | E | P | GF | GC | Dif. | Clasificación |
| ---- | ----------- | ---- | -- | - | - | - | -- | -- | ---- | ------------- |
| 1    | Al Qadisiya | 11   | 6  | 3 | 2 | 1 | 8  | 7  | +1   | Segunda fase  |
| 2    | Pakhtakor   | 11   | 6  | 3 | 2 | 1 | 13 | 6  | +7   |               |
| 3    | Erbil       | 8    | 6  | 2 | 2 | 2 | 8  | 11 | −3   |               |
| 4    | Al-Gharafa  | 2    | 6  | 0 | 2 | 4 | 3  | 8  | −5   |               |

 Fuente: 
| 12-3-2008 | Pakhtakor | 0–1     | Al Qadisiya | MHSK Stadium, Taskent                                              |                                                                    |
|           |           | Reporte | Ajab 90+1'  | Asistencia: 12,000 espectadores Árbitro(s): Subkhiddin Mohd Salleh | Asistencia: 12,000 espectadores Árbitro(s): Subkhiddin Mohd Salleh |

| 12-3-2008 | Erbil       | 1–1     | Al-Gharafa | Prince Mohammed Stadium, Zarqa                       |                                                      |
|           | Mubarak 61' | Reporte | Araújo 13' | Asistencia: 250 espectadores Árbitro(s): Talaat Najm | Asistencia: 250 espectadores Árbitro(s): Talaat Najm |

| 19-3-2008 | Al Qadisiya   | 1–1 | Erbil            | Mohammed Al-Hamad Stadium, Kuwait City |                                      |
|           | Al Salama 81' |     | Alwan 28' (pen.) | Árbitro(s): Khalil Ibrahim Al Ghamdi   | Árbitro(s): Khalil Ibrahim Al Ghamdi |

| 19-3-2008 | Al-Gharafa               | 2–2     | Pakhtakor                      | Al-Gharafa Stadium, Doha                                |                                                         |
|           | Mahmoud 57' · Araújo 65' | Reporte | Aliqulov 68' · F. Tadjiyev 78' | Asistencia: 2,000 espectadores Árbitro(s): Lee Gi-Young | Asistencia: 2,000 espectadores Árbitro(s): Lee Gi-Young |

| 9-4-2008 | Al Qadisiya | 1–0     | Al-Gharafa | Mohammed Al-Hamad Stadium, Kuwait City                        |                                                               |
|          | Ajab 62'    | Reporte |            | Asistencia: 5000 espectadores Árbitro(s): Mahmood Al Ghatrifi | Asistencia: 5000 espectadores Árbitro(s): Mahmood Al Ghatrifi |

| 9-4-2008 | Pakhtakor                           | 2–0     | Erbil | MHSK Stadium, Taskent     |                           |
|          | Kholmatov 47' · Geynrikh 52' (pen.) | Reporte |       | Árbitro(s): Masoud Moradi | Árbitro(s): Masoud Moradi |

| 23-4-2008 | Al-Gharafa | 0–1     | Al Qadisiya   | Al-Gharafa Stadium, Doha                                     |                                                              |
|           |            | Reporte | Al-Mutawa 89' | Asistencia: 1000 espectadores Árbitro(s): Hiroyoshi Takayama | Asistencia: 1000 espectadores Árbitro(s): Hiroyoshi Takayama |

| 23-4-2008 | Erbil     | 1–5     | Pakhtakor                                                                          | Prince Mohammed Stadium, Zarqa                               |                                                              |
|           | Sabah 19' | Reporte | Siamand 38' (a.g.) · Kuziboyev 69' · Marković 73' · Geynrikh 81' · Kholmatov 90+3' | Asistencia: 180 espectadores Árbitro(s): Mohamed Al Marzouqi | Asistencia: 180 espectadores Árbitro(s): Mohamed Al Marzouqi |

| 7-5-2008 | Al Qadisiya                     | 2–2     | Pakhtakor                     | Mohammed Al-Hamad Stadium, Kuwait City                            |                                                                   |
|          | Ajab 20' · Al Salama 45' (pen.) | Reporte | Ahmedov 36' · Z. Tadjiyev 81' | Asistencia: 18 000 espectadores Árbitro(s): Salem Mahmoud Mujghef | Asistencia: 18 000 espectadores Árbitro(s): Salem Mahmoud Mujghef |

| 7-5-2008 | Al-Gharafa | 0–1     | Erbil     | Al-Gharafa Stadium, Doha                              |                                                       |
|          |            | Reporte | Alwan 29' | Asistencia: 200 espectadores Árbitro(s): Muhsen Basma | Asistencia: 200 espectadores Árbitro(s): Muhsen Basma |

| 21-5-2008 | Pakhtakor                            | 2–0     | Al-Gharafa | MHSK Stadium, Taskent                                    |                                                          |
|           | Z. Tadjiyev 19' · Ahmedov 88' (pen.) | Reporte |            | Asistencia: 3000 espectadores Árbitro(s): Satop Tongkhan | Asistencia: 3000 espectadores Árbitro(s): Satop Tongkhan |

| 21-5-2008 | Erbil                         | 4–2     | Al Qadisiya                     | Prince Mohammed Stadium, Zarqa                           |                                                          |
|           | Salah 52' 70' 79' · Alwan 89' | Reporte | Al Shammari 23' · Al-Kandri 34' | Asistencia: 120 espectadores Árbitro(s): Hedayat Mombini | Asistencia: 120 espectadores Árbitro(s): Hedayat Mombini |

### Grupo E
| Pos. | Equipo          | Pts. | PJ | G | E | P | GF | GC | Dif. | Clasificación |
| ---- | --------------- | ---- | -- | - | - | - | -- | -- | ---- | ------------- |
| 1    | Adelaide United | 14   | 6  | 4 | 2 | 0 | 9  | 2  | +7   | Segunda fase  |
| 2    | Changchun Yatai | 12   | 6  | 3 | 3 | 0 | 10 | 3  | +7   |               |
| 3    | Pohang Steelers | 5    | 6  | 1 | 2 | 3 | 6  | 7  | −1   |               |
| 4    | Bình Dương      | 1    | 6  | 0 | 1 | 5 | 4  | 17 | −13  |               |

 Fuente: 
| 12-3-2008 | Changchun Yatai            | 2–1     | Bình Dương         | Changchun City Stadium, Changchun                          |                                                            |
|           | Du Zhenyu 4' · Cui Wei 70' | Reporte | Nguyễn Anh Đức 53' | Asistencia: 10 000 espectadores Árbitro(s): Ali Al-Badwawi | Asistencia: 10 000 espectadores Árbitro(s): Ali Al-Badwawi |

| 12-3-2008 | Pohang Steelers | 0–2     | Adelaide United            | Steelyard Stadium, Pohang                              |                                                        |
|           |                 | Reporte | Cornthwaite 3' · Djite 59' | Asistencia: 8436 espectadores Árbitro(s): Mohsen Torky | Asistencia: 8436 espectadores Árbitro(s): Mohsen Torky |

| 19-3-2008 | Bình Dương        | 1–4     | Pohang Steelers                                                      | Gò Đậu Stadium, Thủ Dầu Một                                       |                                                                   |
|           | Robson 11' (pen.) | Reporte | Denilson 49' (pen.) 58' (pen.) · Kim Jae-sung 56' · Choi Hyo-jin 64' | Asistencia: 12 000 espectadores Árbitro(s): Salem Mahmoud Mujghef | Asistencia: 12 000 espectadores Árbitro(s): Salem Mahmoud Mujghef |

| 19-3-2008 | Adelaide United | 0–0     | Changchun Yatai | Hindmarsh Stadium, Adelaide                                    |                                                                |
|           |                 | Reporte |                 | Asistencia: 10 510 espectadores Árbitro(s): Hiroyoshi Takayama | Asistencia: 10 510 espectadores Árbitro(s): Hiroyoshi Takayama |

| 9-4-2008 | Bình Dương  | 1–2     | Adelaide United         | Gò Đậu Stadium, Thủ Dầu Một                                        |                                                                    |
|          | Philani 85' | Reporte | Diego 10' · Alagich 78' | Asistencia: 15 000 espectadores Árbitro(s): Atallah Jatli Al Enezi | Asistencia: 15 000 espectadores Árbitro(s): Atallah Jatli Al Enezi |

| 9-4-2008 | Changchun Yatai | 1–0     | Pohang Steelers | Changchun City Stadium, Changchun                             |                                                               |
|          | Dah Zadi 86'    | Reporte |                 | Asistencia: 18 000 espectadores Árbitro(s): Abdulrahman Abdou | Asistencia: 18 000 espectadores Árbitro(s): Abdulrahman Abdou |

| 23-4-2008 | Adelaide United                         | 4–1     | Bình Dương        | Hindmarsh Stadium, Adelaide                                   |                                                               |
|           | Pantelis 56' · Dodd 58' 62' · Diego 77' | Reporte | Phạm Minh Đức 65' | Asistencia: 13 802 espectadores Árbitro(s): Mohamed Al Hilali | Asistencia: 13 802 espectadores Árbitro(s): Mohamed Al Hilali |

| 23-4-2008 | Pohang Steelers                        | 2–2     | Changchun Yatai               | Steelyard Stadium, Pohang                                |                                                          |
|           | Hwang Jae-won 64' · Hwang Jin-sung 90' | Reporte | Wang Dong 35' · Du Zhenyu 70' | Asistencia: 5468 espectadores Árbitro(s): Satop Tongkhan | Asistencia: 5468 espectadores Árbitro(s): Satop Tongkhan |

| 7-5-2008 | Bình Dương | 0–5     | Changchun Yatai                                                     | Gò Đậu Stadium, Thủ Dầu Một                                        |                                                                    |
|          |            | Reporte | Wang Bo 2' 37' · Dah Zadi 13' · Yan Feng 78' · Caballero 90' (pen.) | Asistencia: 4000 espectadores Árbitro(s): Khalil Ibrahim Al Ghamdi | Asistencia: 4000 espectadores Árbitro(s): Khalil Ibrahim Al Ghamdi |

| 7-5-2008 | Adelaide United | 1–0     | Pohang Steelers | Hindmarsh Stadium, Adelaide                                 |                                                             |
|          | Diego 63'       | Reporte |                 | Asistencia: 11 805 espectadores Árbitro(s): Ravshan Irmatov | Asistencia: 11 805 espectadores Árbitro(s): Ravshan Irmatov |

| 21-5-2008 | Pohang Steelers | 0–0     | Bình Dương | Steelyard Stadium, Pohang                                   |                                                             |
|           |                 | Reporte |            | Asistencia: 4571 espectadores Árbitro(s): Abdulrahman Recho | Asistencia: 4571 espectadores Árbitro(s): Abdulrahman Recho |

| 22-5-2008 | Changchun Yatai | 0–0     | Adelaide United | Changchun City Stadium, Changchun                                  |                                                                    |
|           |                 | Reporte |                 | Asistencia: 20 000 espectadores Árbitro(s): Subkhiddin Mohd Salleh | Asistencia: 20 000 espectadores Árbitro(s): Subkhiddin Mohd Salleh |

### Grupo F
| Pos. | Equipo          | Pts. | PJ | G | E | P | GF | GC | Dif. | Clasificación |
| ---- | --------------- | ---- | -- | - | - | - | -- | -- | ---- | ------------- |
| 1    | Kashima Antlers | 15   | 6  | 5 | 0 | 1 | 28 | 3  | +25  | Segunda fase  |
| 2    | Beijing Guoan   | 12   | 6  | 4 | 0 | 2 | 14 | 9  | +5   |               |
| 3    | Krung Thai Bank | 7    | 6  | 2 | 1 | 3 | 20 | 27 | −7   |               |
| 4    | Nam Định        | 1    | 6  | 0 | 1 | 5 | 4  | 27 | −23  |               |

 Fuente: 
| 12-3-2008 | Krung Thai Bank | 1–9     | Kashima Antlers                                                                        | Chulalongkorn University Sports Stadium, Bangkok       |                                                        |
|           | Kone 64'        | Reporte | Tashiro 15' 50' · Iwamasa 21' · Nozawa 34' 90+2' · Marquinhos 47' 69' 71' · Sasaki 73' | Asistencia: 2000 espectadores Árbitro(s): Muhsen Basma | Asistencia: 2000 espectadores Árbitro(s): Muhsen Basma |

| 12-3-2008 | Nam Dinh         | 1–3     | Beijing Guoan                             | Mỹ Đình National Stadium, Hanói                       |                                                       |
|           | Lê Văn Duyệt 14' | Reporte | Yan Xiangchuang 57' 90+1' · Du Wenhui 60' | Asistencia: 600 espectadores Árbitro(s): Kim Dong-Jin | Asistencia: 600 espectadores Árbitro(s): Kim Dong-Jin |

| 19-3-2008 | Kashima Antlers                                                    | 6–0     | Nam Dinh | Kashima Soccer Stadium, Kashima                           |                                                           |
|           | Motoyama 25' 48' · Marquinhos 58' 67' · Tashiro 73' · Danilo 90+2' | Reporte |          | Asistencia: 7087 espectadores Árbitro(s): Mohamad Mansour | Asistencia: 7087 espectadores Árbitro(s): Mohamad Mansour |

| 19-3-2008 | Beijing Guoan                        | 4–2     | Krung Thai Bank                   | Beijing Fengtai Stadium, Beijing                          |                                                           |
|           | Du Wenhui 39' 73' · Martínez 51' 75' | Reporte | Thansopa 58' · Pichitchotirat 63' | Asistencia: 14 000 espectadores Árbitro(s): Atallah Jatli | Asistencia: 14 000 espectadores Árbitro(s): Atallah Jatli |

| 9-4-2008 | Kashima Antlers | 1–0     | Beijing Guoan | Kashima Soccer Stadium, Kashima                        |                                                        |
|          | Danilo 52'      | Reporte |               | Asistencia: 6487 espectadores Árbitro(s): Mohsen Torky | Asistencia: 6487 espectadores Árbitro(s): Mohsen Torky |

| 9-4-2008 | Krung Thai Bank                                                                 | 9–1     | Nam Dinh           | Chulalongkorn University Sports Stadium, Bangkok         |                                                          |
|          | Kone 4' 44' 90+1' 90+2' · Thansopa 8' 46' 59' · Choeichiu 64' · Wongsuparuk 70' | Reporte | Trần Đức Dương 64' | Asistencia: 500 espectadores Árbitro(s): Hedayat Mombeni | Asistencia: 500 espectadores Árbitro(s): Hedayat Mombeni |

| 23-4-2008 | Beijing Guoan | 1–0     | Kashima Antlers | Beijing Fengtai Stadium, Beijing                                   |                                                                    |
|           | Tiago 41'     | Reporte |                 | Asistencia: 16 000 espectadores Árbitro(s): Subkhiddin Mohd Salleh | Asistencia: 16 000 espectadores Árbitro(s): Subkhiddin Mohd Salleh |

| 23-4-2008 | Nam Dinh               | 2–2     | Krung Thai Bank              | Mỹ Đình National Stadium, Hanói                            |                                                            |
|           | Hoàng Ngọc Linh 2' 47' | Reporte | Thansopa 21' · Choeichiu 90' | Asistencia: 2000 espectadores Árbitro(s): Mohammad Dharman | Asistencia: 2000 espectadores Árbitro(s): Mohammad Dharman |

| 7-5-2008 | Kashima Antlers                                                                          | 8–1     | Krung Thai Bank    | Kashima Soccer Stadium, Kashima                          |                                                          |
|          | Iwamasa 19' · Koroki 21' · Tashiro 45' · Nozawa 46' 66' · Ogasawara 50' · Danilo 74' 83' | Reporte | Pichitchotirat 90' | Asistencia: 5540 espectadores Árbitro(s): Matthew Breeze | Asistencia: 5540 espectadores Árbitro(s): Matthew Breeze |

| 7-5-2008 | Beijing Guoan                         | 3–0     | Nam Dinh | Beijing Fengtai Stadium, Beijing                      |                                                       |
|          | Guo Hui 14' (pen.) · Yang Hao 32' 78' | Reporte |          | Asistencia: 9000 espectadores Árbitro(s): Kadhum Auda | Asistencia: 9000 espectadores Árbitro(s): Kadhum Auda |

| 21-5-2008 | Krung Thai Bank                                      | 5–3     | Beijing Guoan                   | Rajamangala Stadium, Bangkok                                            |                                                                         |
|           | Thansopa 10' 44' 49' 69' (pen.) · Pichitchotirat 27' | Reporte | Tiago 67' (pen.) 70' 77' (pen.) | Asistencia: 400 espectadores Árbitro(s): Fareed Ali Mohamed Al Marzouqi | Asistencia: 400 espectadores Árbitro(s): Fareed Ali Mohamed Al Marzouqi |

| 21-5-2008 | Nam Dinh | 0–4     | Kashima Antlers                                      | Mỹ Đình National Stadium, Hanói                                  |                                                                  |
|           |          | Reporte | Tashiro 27' · Koroki 47' · Motoyama 75' · Danilo 87' | Asistencia: 1200 espectadores Árbitro(s): Mohamed Omar Al Saeedi | Asistencia: 1200 espectadores Árbitro(s): Mohamed Omar Al Saeedi |

### Grupo G
| Pos. | Equipo            | Pts. | PJ | G | E | P | GF | GC | Dif. | Clasificación |
| ---- | ----------------- | ---- | -- | - | - | - | -- | -- | ---- | ------------- |
| 1    | Gamba Osaka       | 14   | 6  | 4 | 2 | 0 | 14 | 8  | +6   | Segunda fase  |
| 2    | Melbourne Victory | 7    | 6  | 2 | 1 | 3 | 10 | 11 | −1   |               |
| 3    | Chunnam Dragons   | 6    | 6  | 1 | 3 | 2 | 8  | 10 | −2   |               |
| 4    | Chonburi          | 5    | 6  | 1 | 2 | 3 | 7  | 10 | −3   |               |

 Fuente: 
| 12-3-2008 | Melbourne Victory              | 2–0     | Chunnam Dragons | Telstra Dome, Melbourne                                        |                                                                |
|           | Muscat 28' (pen.) · Vargas 66' | Reporte |                 | Asistencia: 24 656 espectadores Árbitro(s): Malik Abdul Bashir | Asistencia: 24 656 espectadores Árbitro(s): Malik Abdul Bashir |

| 12-3-2008 | Gamba Osaka | 1–1     | Chonburi        | Osaka Expo '70 Stadium, Suita                             |                                                           |
|           | Lucas 90+4' | Reporte | Sunthornpit 59' | Asistencia: 7000 espectadores Árbitro(s): Hedayat Mombeni | Asistencia: 7000 espectadores Árbitro(s): Hedayat Mombeni |

| 19-3-2008 | Chunnam Dragons                       | 3–4     | Gamba Osaka                               | Gwangyang Stadium, Gwangyang                                       |                                                                    |
|           | Simões 4' · Kim Tae-su 27' 60' (pen.) | Reporte | Futagawa 30' · Bando 53' 75' · Yasuda 58' | Asistencia: 3000 espectadores Árbitro(s): Tayeb Hasan Shamsuzzaman | Asistencia: 3000 espectadores Árbitro(s): Tayeb Hasan Shamsuzzaman |

| 19-3-2008 | Chonburi                         | 3–1     | Melbourne Victory | Suphachalasai Stadium, Bangkok                          |                                                         |
|           | Ney Fabiano 45' · Baga 79' 90+5' | Reporte | Allsopp 57'       | Asistencia: 10 000 espectadores Árbitro(s): Kadhum Auda | Asistencia: 10 000 espectadores Árbitro(s): Kadhum Auda |

| 9-4-2008 | Chunnam Dragons | 1–0     | Chonburi | Gwangyang Stadium, Gwangyang                                |                                                             |
|          | Simões 90'      | Reporte |          | Asistencia: 500 espectadores Árbitro(s): Abdullah Al Hilali | Asistencia: 500 espectadores Árbitro(s): Abdullah Al Hilali |

| 9-4-2008 | Melbourne Victory           | 3–4     | Gamba Osaka                                         | Telstra Dome, Melbourne                                            |                                                                    |
|          | Allsopp 4' 65' · Vargas 41' | Reporte | Futagawa 31' · Baré 38' · Yamaguchi 68' · Lucas 89' | Asistencia: 26 857 espectadores Árbitro(s): Subkhiddin Mohd Salleh | Asistencia: 26 857 espectadores Árbitro(s): Subkhiddin Mohd Salleh |

| 23-4-2008 | Chonburi              | 2–2     | Chunnam Dragons                        | Suphachalasai Stadium, Bangkok                      |                                                     |
|           | On-Mo 56' · Jinta 88' | Reporte | Jeong Jun-yeon 5' · Kim Myung-woon 48' | Asistencia: 10 000 espectadores Árbitro(s): Tan Hai | Asistencia: 10 000 espectadores Árbitro(s): Tan Hai |

| 23-4-2008 | Gamba Osaka      | 2–0     | Melbourne Victory | Osaka Expo '70 Stadium, Suita                            |                                                          |
|           | Yamazaki 31' 57' | Reporte |                   | Asistencia: 8132 espectadores Árbitro(s): Ali Al-Badwawi | Asistencia: 8132 espectadores Árbitro(s): Ali Al-Badwawi |

| 7-5-2008 | Chunnam Dragons | 1–1     | Melbourne Victory | Gwangyang Stadium, Gwangyang                               |                                                            |
|          | Ko Ki-gu 37'    | Reporte | Pondeljak 4'      | Asistencia: 3000 espectadores Árbitro(s): Abdullah Balideh | Asistencia: 3000 espectadores Árbitro(s): Abdullah Balideh |

| 7-5-2008 | Chonburi | 0–2     | Gamba Osaka              | Suphachalasai Stadium, Bangkok                                |                                                               |
|          |          | Reporte | Yamazaki 64' · Lucas 76' | Asistencia: 10 000 espectadores Árbitro(s): Abdulrahman Abdou | Asistencia: 10 000 espectadores Árbitro(s): Abdulrahman Abdou |

| 21-5-2008 | Melbourne Victory                         | 3–1     | Chonburi        | Telstra Dome, Melbourne                                           |                                                                   |
|           | Muscat 56' · Thompson 65' · Hernández 77' | Reporte | Ney Fabiano 55' | Asistencia: 14 558 espectadores Árbitro(s): Salem Mahmoud Mujghef | Asistencia: 14 558 espectadores Árbitro(s): Salem Mahmoud Mujghef |

| 21-5-2008 | Gamba Osaka  | 1–1     | Chunnam Dragons          | Osaka Expo '70 Stadium, Suita                         |                                                       |
|           | Futagawa 75' | Reporte | Yoo Hong-youl 86' (pen.) | Asistencia: 7,160 espectadores Árbitro(s): Sun Baojie | Asistencia: 7,160 espectadores Árbitro(s): Sun Baojie |

## Segunda fase
|  | Cuartos de final       | Cuartos de final       | Cuartos de final       |   |                 | Semifinales        | Semifinales        | Semifinales        |  |  | Final               | Final               | Final               |
|  | 17 al 24 de septiembre | 17 al 24 de septiembre | 17 al 24 de septiembre |   |                 | 8 al 22 de octubre | 8 al 22 de octubre | 8 al 22 de octubre |  |  | 5 y 12 de noviembre | 5 y 12 de noviembre | 5 y 12 de noviembre |
|  |                        |                        |                        |   |                 |                    |                    |                    |  |  |                     |                     |                     |
|  | Al Karamah             | 1                      | 0                      |   |                 |                    |                    |                    |  |  |                     |                     |                     |
|  | Gamba Osaka            | 2                      | 2                      |   |                 |                    |                    |                    |  |  |                     |                     |                     |
|  | Gamba Osaka            | 2                      | 2                      |   | Gamba Osaka     | 1                  | 3                  |                    |  |  |                     |                     |                     |
|  |                        |                        |                        |   | Gamba Osaka     | 1                  | 3                  |                    |  |  |                     |                     |                     |
|  |                        | Urawa Red Diamonds     | 1                      | 1 |                 |                    |                    |                    |  |  |                     |                     |                     |
|  | Qadsia Sports Club     | Urawa Red Diamonds     | 1                      | 1 | 3               | 0                  |                    |                    |  |  |                     |                     |                     |
|  | Qadsia Sports Club     |                        |                        |   | 3               | 0                  |                    |                    |  |  |                     |                     |                     |
|  | Urawa Red Diamonds     | 2                      | 2                      |   |                 |                    |                    |                    |  |  |                     |                     |                     |
|  |                        |                        |                        |   |                 |                    |                    |                    |  |  | Gamba Osaka         | 3                   | 2                   |
|  |                        |                        | Adelaide United        | 0 | 0               |                    |                    |                    |  |  |                     |                     |                     |
|  | Kashima Antlers        | 1                      | 0                      |   |                 |                    |                    |                    |  |  |                     |                     |                     |
|  | Adelaide United        | 1                      | 1                      |   |                 |                    |                    |                    |  |  |                     |                     |                     |
|  | Adelaide United        | 1                      | 1                      |   | Adelaide United | 3                  | 0                  |                    |  |  |                     |                     |                     |
|  |                        |                        |                        |   | Adelaide United | 3                  | 0                  |                    |  |  |                     |                     |                     |
|  |                        | PFC Kuruvchi           | 0                      | 1 |                 |                    |                    |                    |  |  |                     |                     |                     |
|  | Saipa FC               | PFC Kuruvchi           | 0                      | 1 | 2               | 1                  |                    |                    |  |  |                     |                     |                     |
|  | Saipa FC               |                        |                        |   | 2               | 1                  |                    |                    |  |  |                     |                     |                     |
|  | PFC Kuruvchi           | 2                      | 5                      |   |                 |                    |                    |                    |  |  |                     |                     |                     |

## Campeón
Campeón
Gamba Osaka
1.er título

## Máximos goleadores
| Pos. | Futbolista        | Club            | Goles |
| ---- | ----------------- | --------------- | ----- |
| 1    | Nantawat Thansopa | Krung Thai Bank | 9     |
| 2    | Lucas             | Gamba Osaka     | 6     |
| 3    | Marquinhos        | Kashima Antlers | 5     |
| 3    | Masato Yamazaki   | Gamba Osaka     | 5     |
| 3    | Kone Kassim       | Krung Thai Bank | 5     |
| 3    | Yuzo Tashiro      | Kashima Antlers | 5     |
| 3    | Danilo            | Kashima Antlers | 5     |
| 8    | Takuya Nozawa     | Kashima Antlers | 4     |
| 8    | Tiago             | Beijing Guoan   | 4     |
| 8    | Villanueva        | Bunyodkor       | 4     |
| 8    | Diego Walsh       | Adelaide United | 4     |